# Saint-Quentin-en-Mauges
Saint-Quentin-en-Mauges ([sɛ̃ kɑ̃ˈtɛ̃ ɑ̃ ˈmoʒ] ⓘ) ist eine Ortschaft und eine ehemalige französische Gemeinde mit 1.057 Einwohnern (Stand: 1. Januar 2022) im Département Maine-et-Loire in der Region Pays de la Loire. Sie gehörte zum Arrondissement Cholet. Die Einwohner werden Saint-Quentinois und Saint-Quentinoises genannt.
Der Erlass des Präfekten vom 5. Oktober 2015 legte mit Wirkung zum 15. Dezember 2015 die Eingliederung von Saint-Quentin-en-Mauges als Commune déléguée zusammen mit den früheren Gemeinden Montrevault, Chaudron-en-Mauges, La Boissière-sur-Èvre, La Chaussaire, La Salle-et-Chapelle-Aubry, Le Fief-Sauvin, Le Fuilet, Le Puiset-Doré. Saint-Pierre-Montlimart und Saint-Rémy-en-Mauges zur Commune nouvelle Montrevault-sur-Èvre fest.

## Geografie

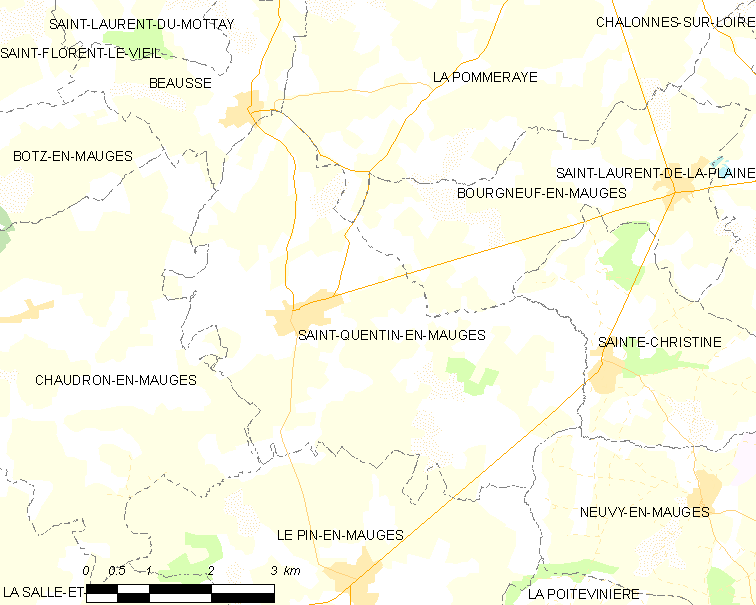
Karte von Saint-Quentin-en-Mauges

Saint-Quentin-en-Mauges liegt etwa 34 Kilometer südwestlich von Angers, etwa 26 Kilometer nördlich von Cholet und etwa 49 Kilometer ostnordöstlich von Nantes in der Région naturelle der Mauges, Teil der historischen Provinz des Anjou.
Das Ortsgebiet befindet sich im Einzugsgebiet der Loire und wird entwässert vom zeitweise trockenfallenden Ruisseau du Paviat, vom Ruisseau de Grenet, vom zeitweise trockenfallenden Ruisseau de la Soucière, vom Ruisseau du Pas Chevreau, der es im Osten begrenzt, vom Flüsschen Jeu, der es im Südosten begrenzt, vom Ruisseau de la Roche Ferrière, vom Ruisseau du Pavrot sowie von weiteren kleineren Fließgewässern.
Das Ortsareal zeigt eine hügelige Landschaft auf einer Hochebene an den südöstlichen Ausläufern des Armorikanischen Massivs. Aus geologischer Sicht befindet es sich auf metamorphem Gestein aus dem unteren Silur. Die Erhebungen sind in Richtung Norden höher und erreichen im äußersten Norden eine Höhe von 165 m und damit auch die maximale der Commune nouvelle. Das Ortszentrum liegt auf etwa 124 m, der niedrigste Punkt wird mit 12 m Höhe im Westen beim Austritt des Ruisseau de Grenet aus dem Ortsgebiet gemessen.
Umgeben wird Saint-Quentin-en-Mauges von drei Nachbargemeinden und einer Commune déléguée von Montrevault-sur-Èvre:
|                                           | Mauges-sur-Loire                            |                   |
| Chaudron-en-Mauges (Montrevault-sur-Èvre) | Kompassrose, die auf Nachbargemeinden zeigt | Chemillé-en-Anjou |
|                                           | Beaupréau-en-Mauges                         |                   |

## Geschichte
Frühere Formen des Ortsnamens waren: Ecclesia Sancti Quintini Andecavensis territorii, Medalgie pagi, Parechia ecclesie sancti Quintini, Medalgie pago (1037–1064), Apud sanctam Quintinum (1063), Obedientia de sancto Quintino (circa 1081), Sanctus Quintinus de Medalgia (circa 1100), Sanctus Quintinus de Maalgis (1124–1131), Le priour et les compaignons de St Quentin en Mauge (1355), La ville de St Quentin (1396), St Quentin en Mauges en l’éveschié d’Angers (1506), Saint Quentin (1793), Saint-Quentin (1801).
Aus der Urgeschichte sind elf polierte Äxte auf dem Ortsgebiet gefunden worden. Die Römerstraße von Angers nach Fief-Sauvin durchquerte den Ort von Nordost nach Südwest und die Römerstraße von Saint-Florent-le-Vieil nach Chemillé von Nordwest nach Südost.
Im 12. Jahrhundert war Saint-Quentin befestigt und galt als Oppidum. Gegen Mitte des 11. Jahrhunderts war die Kirche belehnt an einen Priester namens Hardouin, der eine Hälfte von Tescelin, Seigneur von Montrevault, hielt, die andere Hälfte von Guy de la Bouère. Tescelin stiftete seine Hälfte dem Kloster Marmoutier, das die andere Hälfte von Hardouin kaufte. Das Kloster siedelte Benediktinermönche in einem Priorat an und widmete die Kirche um, nachdem sie neu errichtet worden war. Der Seigneur von La Gilière war Stifter der Kirche unter der Lehnsherrschaft des Seigneurs von Petit-Montrevault. Der letzte Lehnsherr vor der Französischen Revolution war der Maquis de Contades.
Am Ende des Ancien Régime gehörte die Pfarrgemeinde zum Dekanat von Jallais, zur Élection und Présidial, dem Einzugsgebiet der Aides von Angers sowie zum Einzugsgebiet der Gabelle von Saint-Florent-le-Vieil.
Am 10. März 1793 verkündete Héron, Kommissar des Distrikts von Saint-Florent-le-Vieil, das Gesetz zur Einberufung von 300.000 Mann unter Beschimpfungen und Rufen in Le Pin-en-Mauges und in Saint-Quentin. Eine Gruppe der Bewohner versammelten sich am 12. März 1793 und zog am nächsten Tag kämpfend und plündernd durch den Distrikt. Insgesamt 57 Einwohner von Saint-Quentin wurden in der Folge Opfer von Vergeltungsmaßnahmen.

## Bevölkerungsentwicklung
| Saint-Quentin-en-Mauges: Einwohnerzahlen von 1793 bis 2020                                                                 | Saint-Quentin-en-Mauges: Einwohnerzahlen von 1793 bis 2020 | Saint-Quentin-en-Mauges: Einwohnerzahlen von 1793 bis 2020 | Saint-Quentin-en-Mauges: Einwohnerzahlen von 1793 bis 2020 | Saint-Quentin-en-Mauges: Einwohnerzahlen von 1793 bis 2020 |
| --- | ---------------------------------------------------------- | ---------------------------------------------------------- | ---------------------------------------------------------- | ---------------------------------------------------------- |
| Jahr |                                                            |                                                            |                                                            | Einwohner                                                  |
| 1793 | 1793                                                       |                                                            | 1.589                                                      | 1.589                                                      |
| 1800 | 1800                                                       |                                                            | 932                                                        | 932                                                        |
| 1806 | 1806                                                       |                                                            | 969                                                        | 969                                                        |
| 1821 | 1821                                                       |                                                            | 1.003                                                      | 1.003                                                      |
| 1831 | 1831                                                       |                                                            | 1.259                                                      | 1.259                                                      |
| 1836 | 1836                                                       |                                                            | 1.224                                                      | 1.224                                                      |
| 1841 | 1841                                                       |                                                            | 1.280                                                      | 1.280                                                      |
| 1846 | 1846                                                       |                                                            | 1.295                                                      | 1.295                                                      |
| 1851 | 1851                                                       |                                                            | 1.238                                                      | 1.238                                                      |
| 1856 | 1856                                                       |                                                            | 1.322                                                      | 1.322                                                      |
| 1861 | 1861                                                       |                                                            | 1.359                                                      | 1.359                                                      |
| 1866 | 1866                                                       |                                                            | 1.358                                                      | 1.358                                                      |
| 1872 | 1872                                                       |                                                            | 1.308                                                      | 1.308                                                      |
| 1876 | 1876                                                       |                                                            | 1.286                                                      | 1.286                                                      |
| 1881 | 1881                                                       |                                                            | 1.230                                                      | 1.230                                                      |
| 1886 | 1886                                                       |                                                            | 1.212                                                      | 1.212                                                      |
| 1891 | 1891                                                       |                                                            | 1.176                                                      | 1.176                                                      |
| 1896 | 1896                                                       |                                                            | 1.136                                                      | 1.136                                                      |
| 1901 | 1901                                                       |                                                            | 1.100                                                      | 1.100                                                      |
| 1906 | 1906                                                       |                                                            | 1.052                                                      | 1.052                                                      |
| 1911 | 1911                                                       |                                                            | 996                                                        | 996                                                        |
| 1921 | 1921                                                       |                                                            | 884                                                        | 884                                                        |
| 1926 | 1926                                                       |                                                            | 943                                                        | 943                                                        |
| 1931 | 1931                                                       |                                                            | 907                                                        | 907                                                        |
| 1936 | 1936                                                       |                                                            | 901                                                        | 901                                                        |
| 1946 | 1946                                                       |                                                            | 837                                                        | 837                                                        |
| 1954 | 1954                                                       |                                                            | 921                                                        | 921                                                        |
| 1962 | 1962                                                       |                                                            | 946                                                        | 946                                                        |
| 1968 | 1968                                                       |                                                            | 974                                                        | 974                                                        |
| 1975 | 1975                                                       |                                                            | 1.014                                                      | 1.014                                                      |
| 1982 | 1982                                                       |                                                            | 1.044                                                      | 1.044                                                      |
| 1990 | 1990                                                       |                                                            | 1.029                                                      | 1.029                                                      |
| 1999 | 1999                                                       |                                                            | 991                                                        | 991                                                        |
| 2006 | 2006                                                       |                                                            | 1.001                                                      | 1.001                                                      |
| 2013 | 2013                                                       |                                                            | 1.059                                                      | 1.059                                                      |
| 2020 | 2020                                                       |                                                            | 1.055                                                      | 1.055                                                      |
| Quelle(n): EHESS/Cassini bis 1999, INSEE ab 2006 Anmerkung(en): Ab 1962 offizielle Zahlen ohne Einwohner mit Zweitwohnsitz |                                                            |                                                            |                                                            |                                                            |

Der signifikante Bevölkerungsrückgang zwischen 1793 und 1800 ist den Ereignissen des Aufstands der Vendée geschuldet.

## Sehenswürdigkeiten
- Pfarrkirche Saint-Quentin, Neubau im neugotischen Stil am 15. August 1882 eingeweiht

Pfarrkirche Saint-Quentin
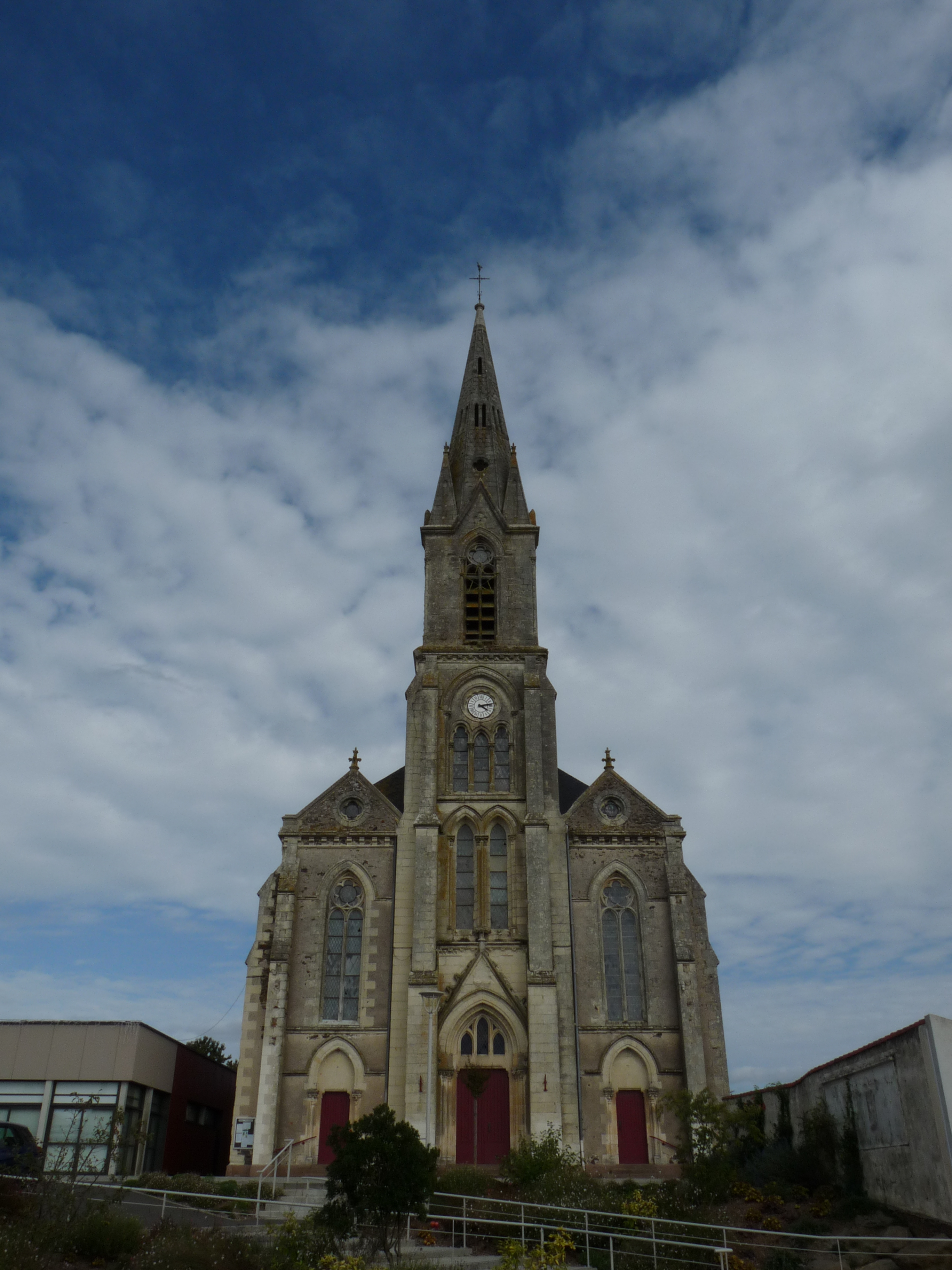
Außenansicht
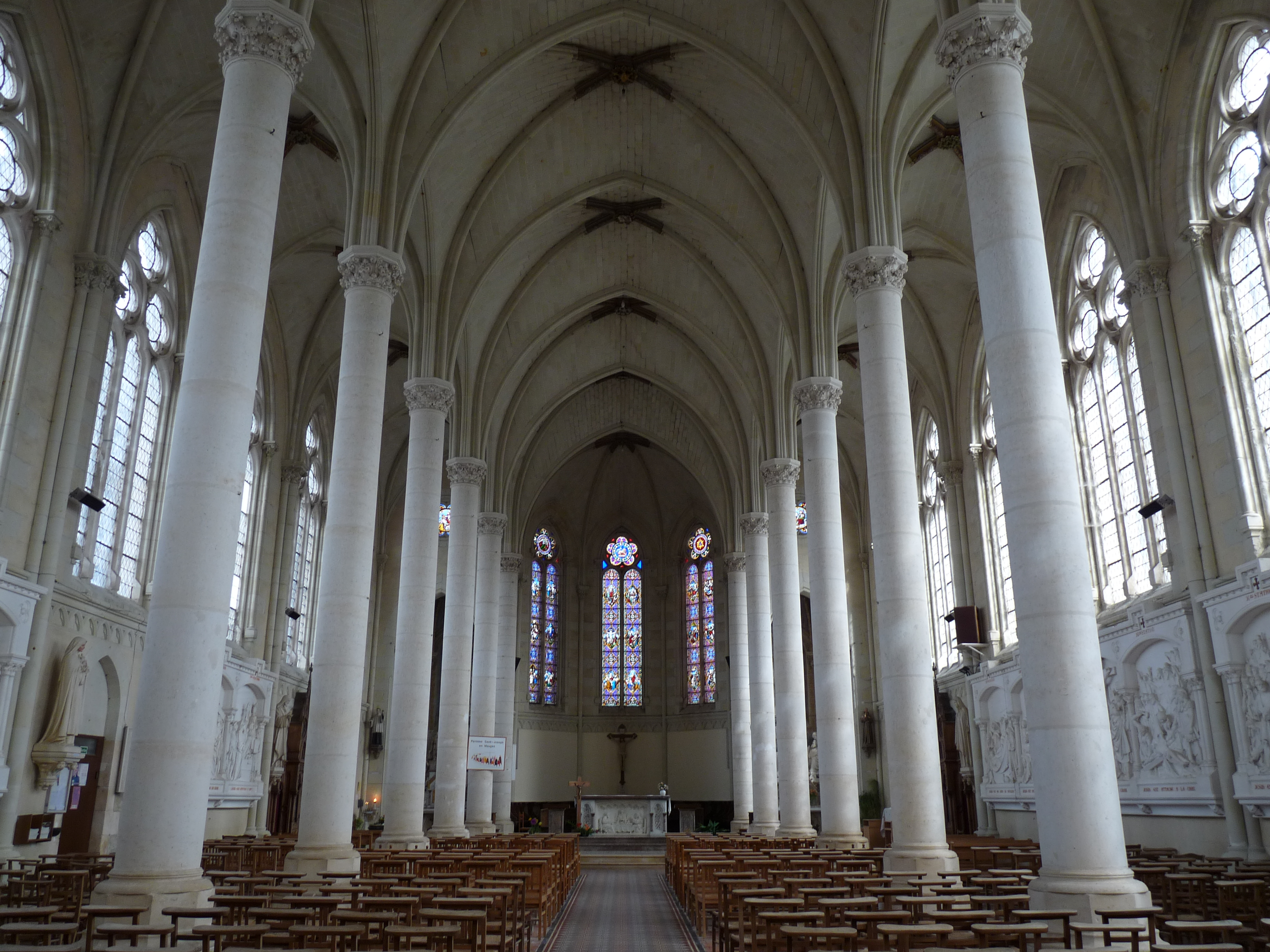
Innenansicht
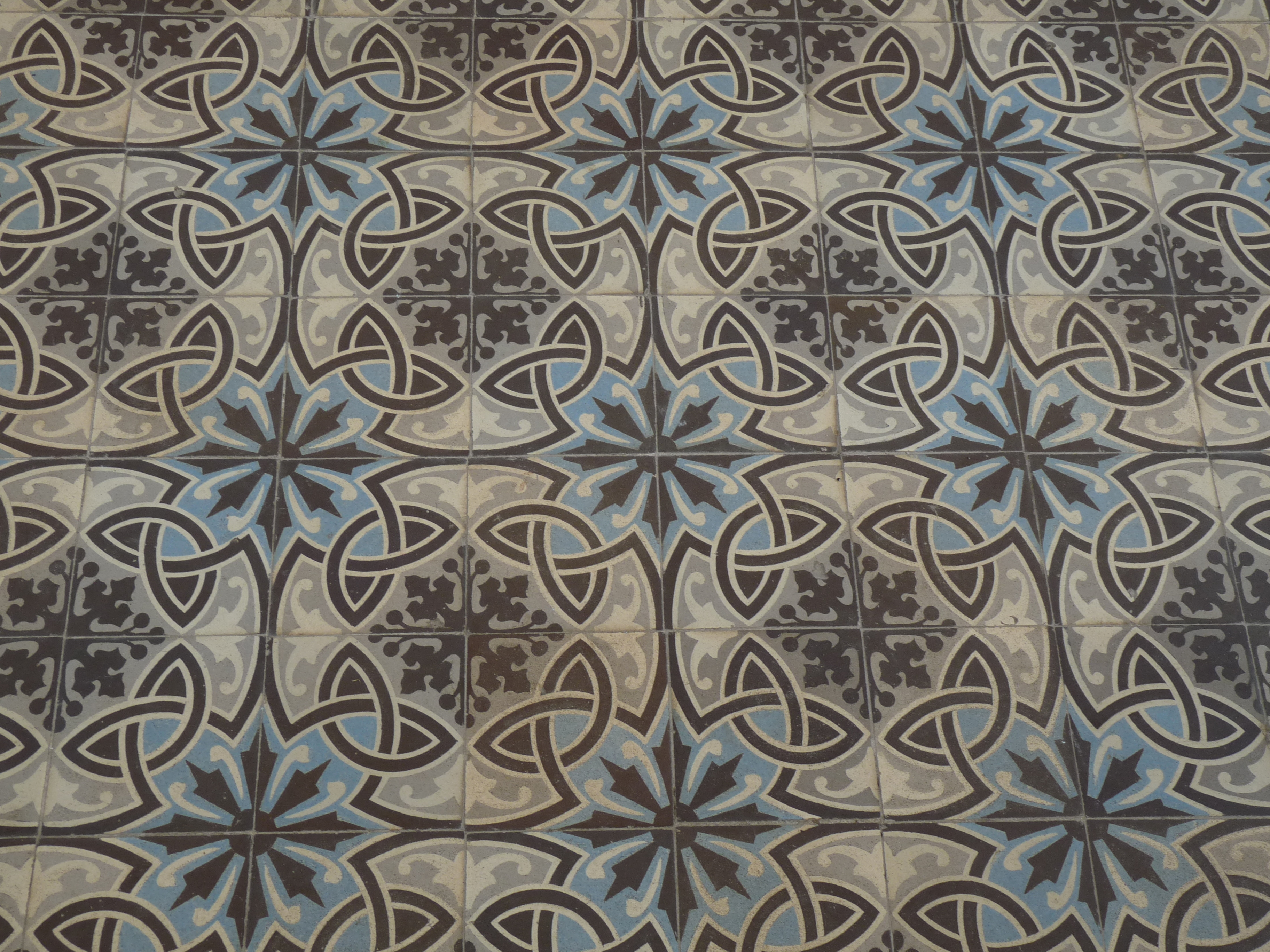
Pflaster
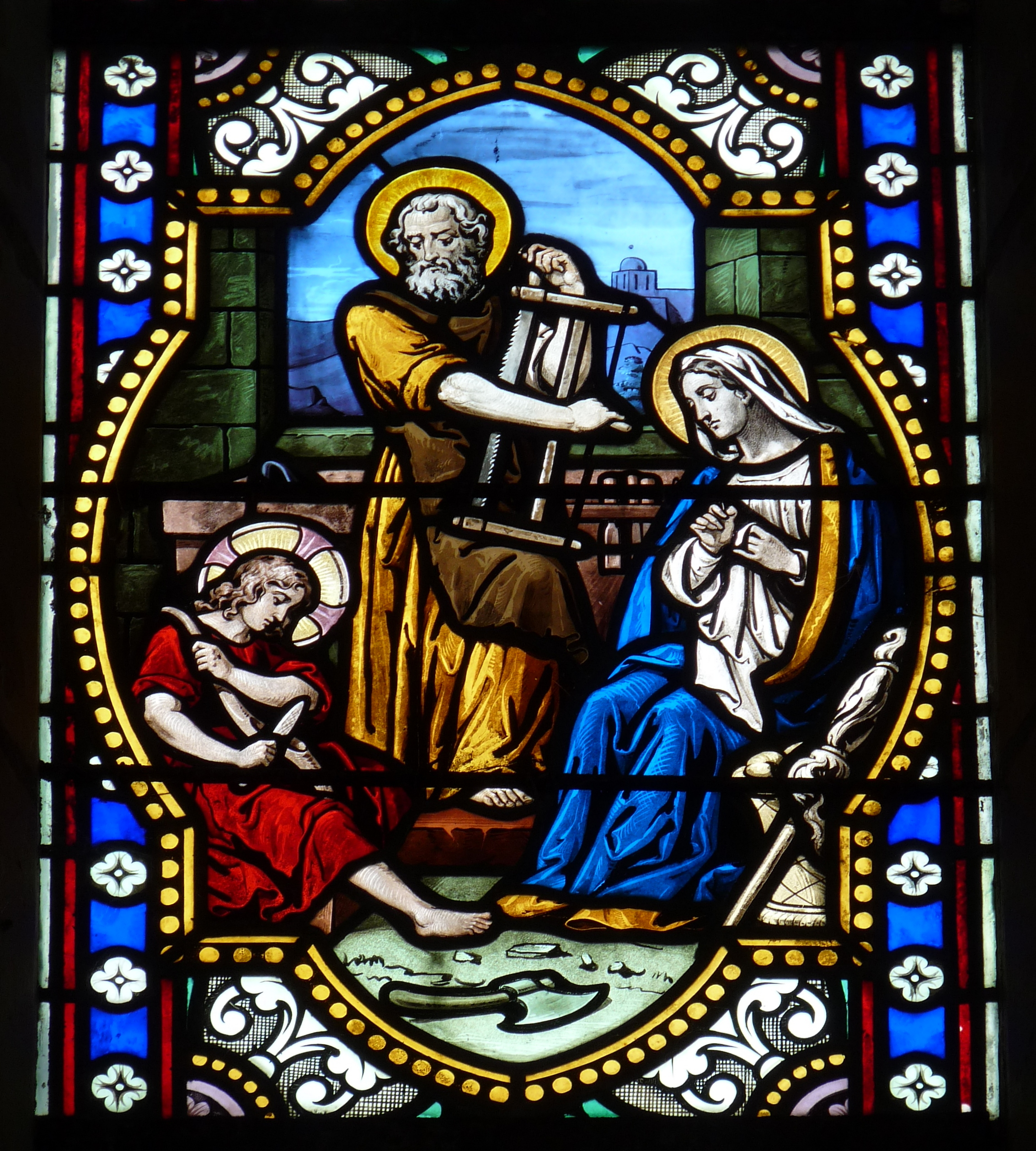
Bleiglasfenster